# Чешнегирово
Чешнегирово (болг. Чешнегирово) — село в Болгарии. Находится в Пловдивской области, входит в общину Садово. Население составляет 1 773 человека.

## Политическая ситуация
В местном кметстве Чешнегирово, в состав которого входит Чешнегирово, должность кмета (старосты) исполняет Христо Атанасов Атанасов (Граждане за европейское развитие Болгарии (ГЕРБ)) по результатам выборов правления кметства.
Кмет (мэр) общины Садово — Марин Драганов Йосифов (инициативный комитет) по результатам выборов в правление общины.